# Bulls (Nuova Zelanda)
Bulls è un centro abitato della Nuova Zelanda, situato nella regione di Manawatu-Wanganui, Isola del Nord.